# 殿軍
殿軍是軍事用語之一，是指軍隊後退時，被列於最後尾的部隊。在本隊撤退時，會背向敵軍，於是在戰術上會處於劣勢，而殿軍的目的就是阻止敵人追擊，掩護本隊後退。因此，不可能受本隊支援，需以有限戰力抵制敵軍追擊，處於最危險的位置。所以多數由精於指揮、人格優秀的武將負責。這個詞語出自「故大禹、咎繇稱功言惠而成名於彼，孟反、范燮殿軍後入而全身於此」（《晉書》卷七十五）。另作斷後、殿後。後來，亦指在任何隊列的最後、甚至考試榜上的最後一名。此外，亦指在比賽中的第四名。

## 著名殿軍

### 中國
曹操征張繡，引軍撤退時，親自斷後，張繡追擊，被曹操大敗而歸。（《三國志》魏書十賈詡傳）
諸葛亮死於五丈原後，蜀軍撤退，楊儀命魏延斷後，魏延不服，得知楊儀等已率軍離去後，打算搶先返蜀，二人向蜀朝廷互告謀反，最後魏延被殺。（《三國志》卷四十魏延傳）

### 日本
元龜元年（1570年），織田信長進攻越前國的朝倉義景時，因為近江國的妹婿淺井長政背叛，軍隊陷入被挾擊的狀態，木下藤吉郎（後來的豐臣秀吉）擔任殿軍（一說還有池田勝正和明智光秀等（《武家雲箋》）、以及德川家康（《寬永諸家系圖傳》、《德川實紀》）），協助信長撤退，而自身亦在奮戰後，亦成功脫逃戰場（金崎之戰）。戰後，藤吉郎在織田家中，除了以智力見稱以外，還以武勇之士而為人所知，於家中的評價一變，建構起織田家中重臣的地位。此外，在織田家武將中，還有佐久間信盛因為擅長指揮殿軍而為人所知。
慶長5年（1600年），在關原之戰中，島津義弘在西軍潰敗時，向敵軍突擊，並以捨奸（留下多隊少量人數的殿軍）戰法撤退，最後成功返回薩摩國。

## 現代意思
於現代，取其三軍之後的意思，殿軍已變成在冠軍、亞軍及季軍之後的第四名。而在一般比賽或排名中，多數只會頒獎予位列第一名、第二名及第三名，或宣佈該名次為勝利者，而第四名往往不會得獎及被認定為落敗，因而在廣東話中有「梗頸四」（倔強四）一詞形容第四名，不過近年有些比賽如多於4人或4隊參與亦有出現殿軍的獎項，因為近年拿第四名也較難，殿軍的獎項會有機會出現在問答比賽等遊戲比賽。